# Kirchenkreis Erfurt
Der Kirchenkreis Erfurt ist ein Kirchenkreis der Evangelischen Kirche in Mitteldeutschland mit Sitz in Erfurt, der zum Bischofssprengel Erfurt gehört. Senior ist Matthias Rein.

## Lage und Allgemeines
Der Kirchenkreis Erfurt liegt in der Mitte von Thüringen und umfasst neben Kirchengemeinden in der Altstadt und in mehreren Ortsteilen der Stadt Erfurt auch Kirchengemeinden in den angrenzenden Landkreisen Sömmerda, Ilm-Kreis und Gotha. Gleichzeitig gehören mehrere auf dem Gebiet der Stadt Erfurt liegende Kirchengemeinden den umliegenden Kirchenkreisen Apolda-Buttstädt, Weimar, Arnstadt-Ilmenau und Gotha an.
Im Kirchenkreis lebten am 31. Dezember 2023 23.361 evangelische Christen, die von 23 Pfarrerinnen und Pfarrern betreut wurden.  Er hatte damit einen Anteil von evangelisch-lutherischen Christen an der Gesamtbevölkerung von 11,3 %.
Das Kreiskirchenamt, das verschiedene Verwaltungsaufgaben wie zum Beispiel die Abwicklung von Bau-, Personal- oder Versicherungsangelegenheiten für mehrere Kirchenkreise übernimmt, befindet sich ebenfalls in Erfurt.

## Pfarrbereiche
Die 40 Kirchengemeinden sind in die 25 Pfarrbereiche Bindersleben-Alach, Checkpoint Jesus, Dachwig, Egstedt, Elxleben, Gehörlosengemeinde Erfurt, Erfurt-Andreasgemeinde, Erfurt-Bischleben, Erfurt-Gispersleben, Erfurt-Kaufmannsgemeinde, Erfurt-Kirchengemeinde Martini-Luther, Erfurt-Kirchengemeinde-Südost, Erfurt-Kühnhausen, Erfurt-Marbach-Salomonsborn, Erfurt-Michaeliskirche, Erfurt-Predigergemeinde, Erfurt-Reglergemeinde, Erfurt-Thomasgemeinde, Erfurt-Tiefthal, Erfurt-Windischholzhausen, Frienstedt, Gebesee, Hochheim-Schmira, Walschleben und Witterda gegliedert.

## Geschichte
Der Kirchenkreis Erfurt gehörte in der 1947 entstandenen Evangelischen Kirche der Kirchenprovinz Sachsen der Propstei Erfurt an, die 1994 in der Propstei Erfurt-Nordhausen aufging. Nach der Bildung der Evangelischen Kirche in Mitteldeutschland 2009 war der Kirchenkreis dem Propstsprengel Eisenach-Erfurt zugeordnet, seit 2022 gehört er dem neugebildeten Bischofssprengel Erfurt an.
Superintendent im Kirchenkreis Erfurt, der die Bezeichnung Senior trägt, war für 20 Jahre bis 2012 Andreas Eras, seit 2012 ist Matthias Rein im Amt.